# Arctosaurus
Arctosaurus (nghĩa là "thằn lằn Bắc Cực") là một chi động vật bò sát.